# 1894 Haffner
1894 Haffner eller 1971 UH är en asteroid i huvudbältet som upptäcktes den 26 oktober 1971 av den tjeckiske astronomen Luboš Kohoutek vid Bergedorf-observatoriet. Den har fått sitt namn efter den tyske astronomen Hans Haffner.
Asteroiden har en diameter på ungefär 10 kilometer och den tillhör asteroidgruppen Koronis.